# Vallugabahn
| Vallugabahn I                        | Vallugabahn I                            |
| ------------------------------------ | ---------------------------------------- |
| Die Vallugabahn I an der Bergstation |                                          |
| Standort:                            | St. Anton am Arlberg Österreich          |
| Bauart:                              | Pendelbahn                               |
| Baujahr:                             | 1954                                     |
| Berg:                                | Valluga                                  |
| Talstation:                          | Galzig, 2091 m                           |
| Höhendifferenz:                      | 556 m                                    |
| Bergstation:                         | Vallugagrat, 2647 m                      |
| Streckenlänge:                       | 3007 m                                   |
| Fahrdauer:                           | 7 min                                    |
| Anzahl der Gondeln:                  | 2 Stk.                                   |
| Anzahl der Stützen:                  | 2 Stk.                                   |
| Kapazität:                           | 400 Pers./Stunde                         |
| Hersteller:                          | Ludwig Steurer Maschinen und Seilbahnbau |
| Betreiber:                           | privat                                   |
| Website:                             | www.abbag.com                            |

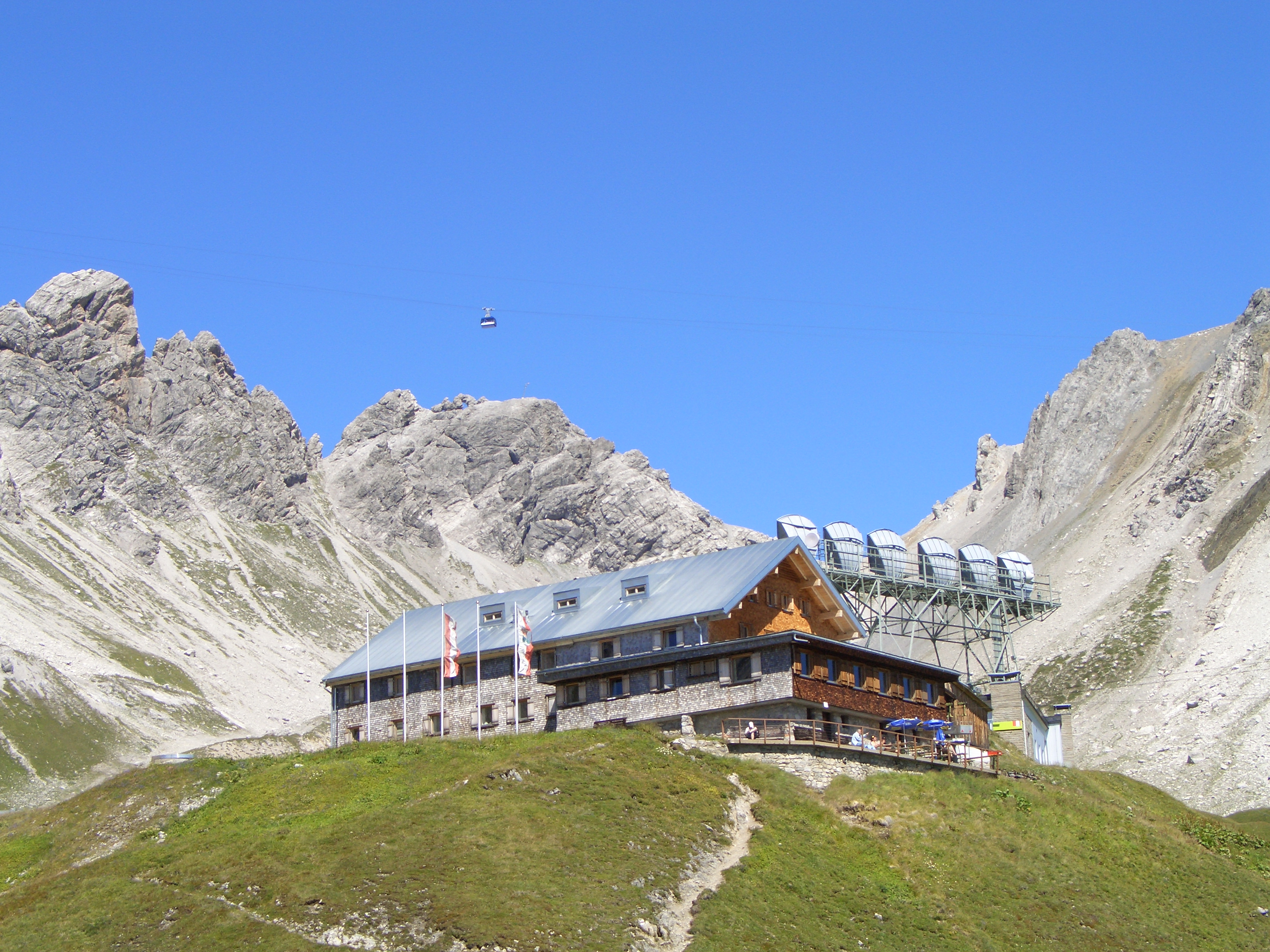
Die Vallugabahn I oberhalb der Ulmer Hütte

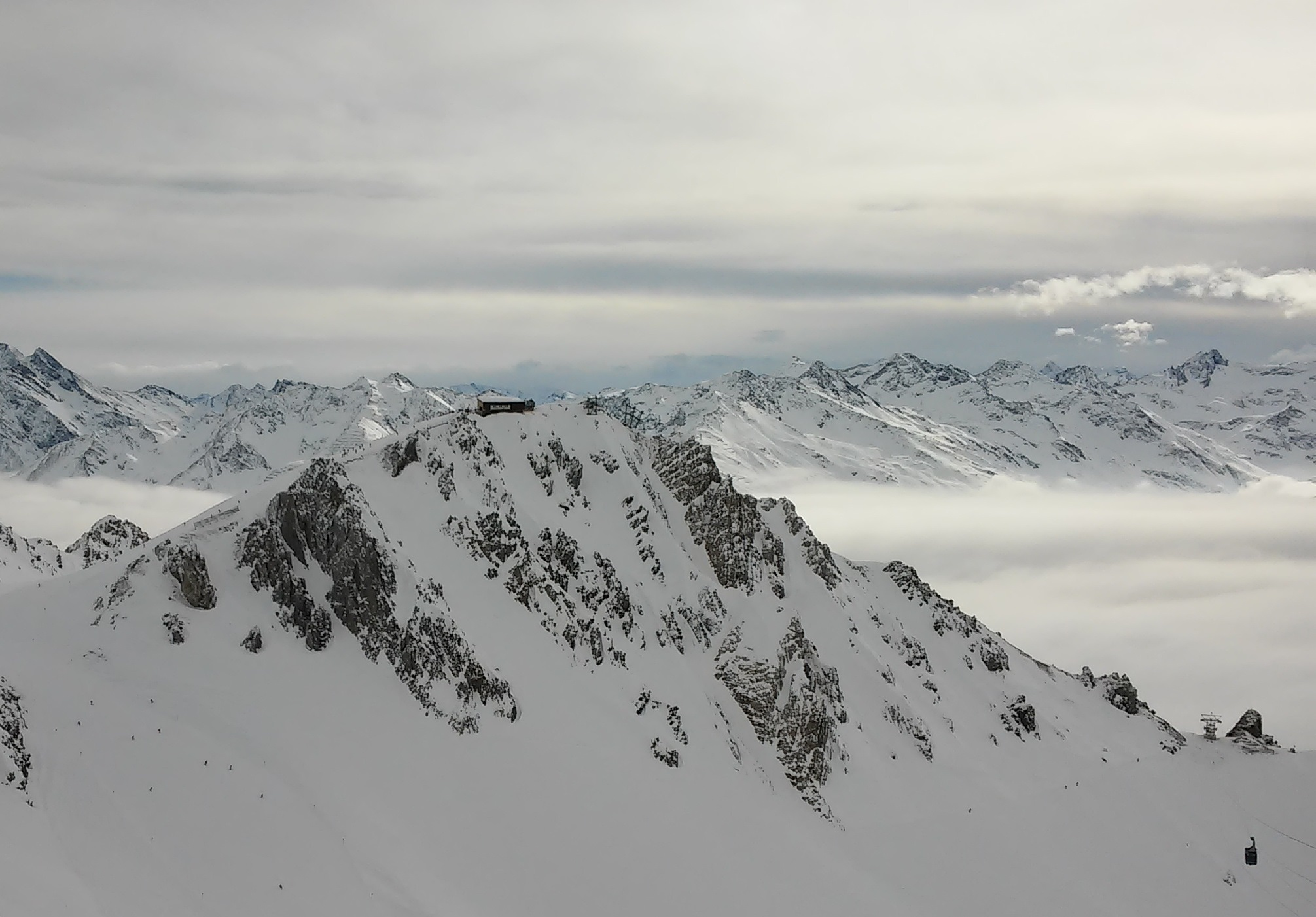
Blick von der Aussichtsplattform auf 2647 m auf die Schindlergratbahn und die Schindlerrinnen, unten rechts die Vallugabahn I

Die Vallugabahn in Tirol besteht aus zwei Seilbahnstrecken mit einer Umsteigestation auf dem Vallugagrat, welche den Berg Galzig 2184 m ü. A. mit dem namensgebenden Berg Valluga 2809 m ü. A. verbindet. Die Bahn überquert dabei Vorarlberger Gelände. Sie ist die Fortsetzung der Galzigbahn.

## Vallugabahn I
Die Vallugabahn I ist eine Pendelbahn der Arlberger Bergbahnen AG und bietet Platz für 45 Personen. Die Bahn wurde 1954 durch die Firma Steurer erbaut und im Jahre 2002 zuletzt generalüberholt. Die Besonderheiten dieser Bahn sind die sehr tiefen Täler, die mit ihr überwunden werden und die Tatsache, dass sie bei einer Länge von 3007 m lediglich auf zwei Stützen steht. Im Film Der schwarze Blitz mit Toni Sailer wurde eine Szene in einer der beiden Gondeln der Vallugabahn gedreht. Die Talstation ist im selben Gebäude wie die Bergstation der Galzigbahn.

### Daten Vallugabahn I
- Talstation: 2091 m ü. A. 47° 7′ 51,3″ N, 10° 13′ 48,6″ O
- Stütze 1 2110 m ü. A. 47° 7′ 58,4″ N, 10° 13′ 43,7″ O
- Stütze 2 2440 m ü. A. 47° 8′ 49,1″ N, 10° 13′ 7,3″ O
- Bergstation: 2647 m ü. A. 47° 9′ 16,9″ N, 10° 12′ 47,2″ O
- Streckenlänge: 3007 m
- Förderleistung: 400 Personen in der Stunde
- Fahrgeschwindigkeit max.: 10 m/s
- 2 Kabinen für je 45 Personen
- Fahrzeit: 5:00 min
- Antriebsleistung: 240 kW

| Vallugabahn II             | Vallugabahn II                  |
| -------------------------- | ------------------------------- |
| Bergstation Vallugabahn II |                                 |
| Standort:                  | St. Anton am Arlberg Österreich |
| Bauart:                    | Pendelbahn                      |
| Baujahr:                   | 1955                            |
| Berg:                      | Valluga                         |
| Talstation:                | Vallugagrat, 2642 m             |
| Höhendifferenz:            | 167 m                           |
| Bergstation:               | Valluga, 2811 m                 |
| Streckenlänge:             | 368 m                           |
| Fahrdauer:                 | 2 min                           |
| Anzahl der Gondeln:        | 2 Stk.                          |
| Anzahl der Stützen:        | 0 Stk.                          |
| Kapazität:                 | 185 Pers./Stunde                |
| Hersteller:                | Pohlig                          |
| Betreiber:                 | privat                          |
| Website:                   | www.abbag.com                   |

### Zwischenfall
- Am 14. September 2016 stieß ein Motorflugzeug vom Typ Aquila A 210 mit dem Tragseil der Vallugabahn I zusammen. Das Flugzeug war vom Flugplatz Zell am See zu einem Rundflug gestartet. Der 68-jährige Pilot aus Baden-Württemberg wurde bei dem Unglück getötet. Es befanden sich keine weiteren Passagiere an Bord. Die genaue Unfallursache konnte nicht geklärt werden.[1][2]

## Vallugabahn II
Die Vallugabahn II ist eine Pendelbahn, die ohne Stützen eine Distanz von 368 m überwindet. Sie wurde ein Jahr nach der Vallugabahn I von Pohlig Drahtseilbahnen als 5-Personen-Pendelbahn erbaut und ebenfalls 2002 zuletzt generalüberholt. Heute sind es zwei Kabinen für jeweils sechs Personen. Die Bahn verbindet die Bergstation der Vallugabahn I mit dem Gipfel des Berges Valluga. Zusammen mit letztgenannter und der Galzigbahn verbindet sie den Ort St. Anton am Arlberg mit dem höchsten Berg des Skigebietes Ski Arlberg. Die Stationsgebäude wurden von Wilhelm Stigler entworfen.

### Daten Vallugabahn II
- Talstation: 2642 m ü. A. 47° 9′ 16,9″ N, 10° 12′ 48,3″ O
- Bergstation: 2811 m ü. A. 47° 9′ 27,2″ N, 10° 12′ 46,8″ O
- Streckenlänge: 368 m
- Förderleistung: 185 Personen in der Stunde
- Fahrgeschwindigkeit: 5,0 m/s
- 2 Kabinen für je 6 Personen
- Fahrzeit: 2 min
- Antriebsleistung (Betrieb): 22 kW